# Edelweiss

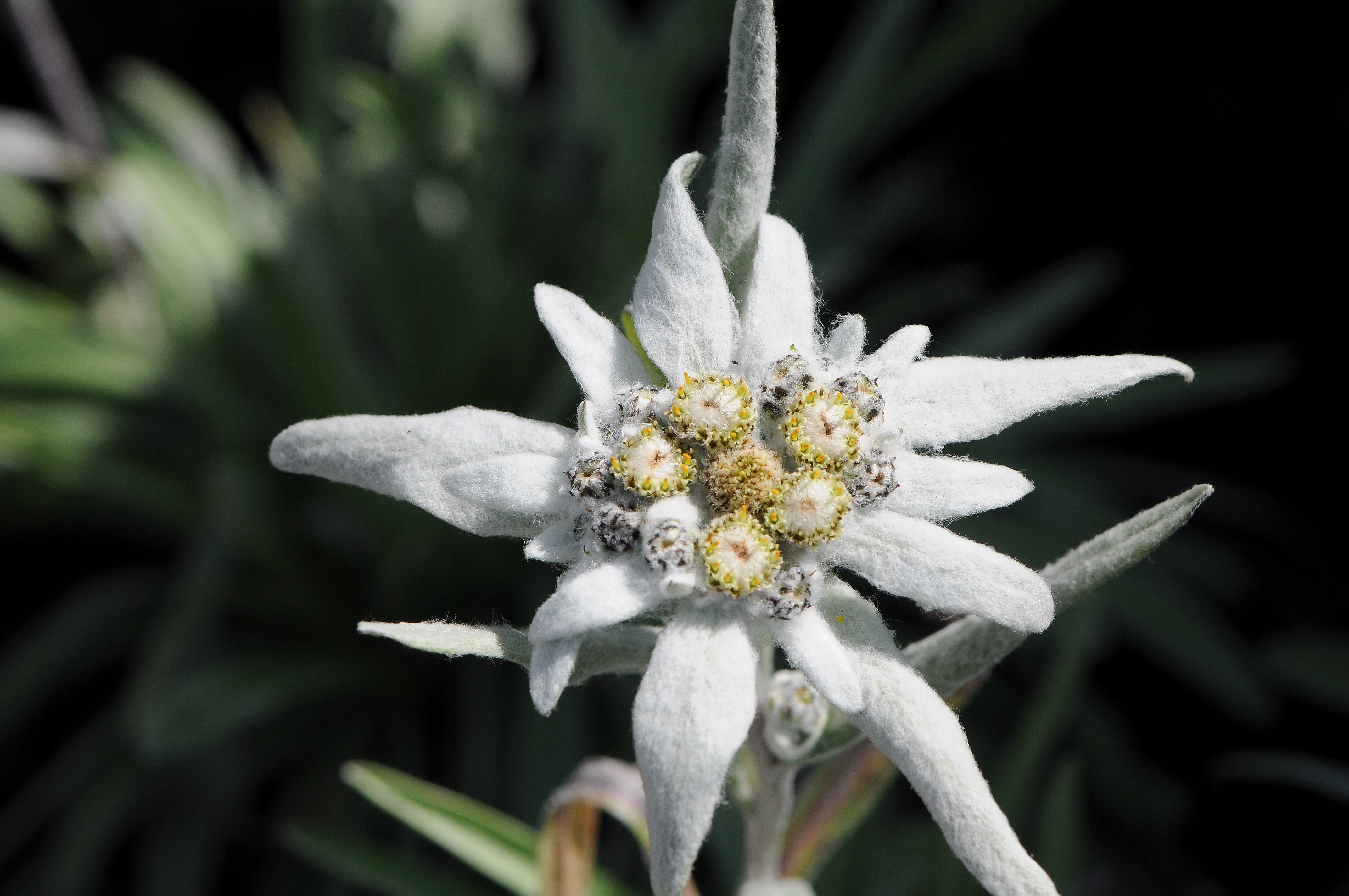
Bloem van de edelweiss-plant

De edelweiss (Leontopodium alpinum; Duits: Alpen-Edelweiß) is een plant uit de composietenfamilie (Asteraceae). De soort komt in Europa voor in de Alpen, Jura, Karpaten, noordelijke Balkan, noordelijke Apennijnen en in de Pyreneeën. In Azië komt de plant ook voor in de Himalaya.
De edelweiss is winterhard en de bloeitijd is van juni tot augustus. Ze worden ongeveer 20 cm hoog. Het zijn witviltig behaarde planten met bloemhoofdjes in groepen omgeven door een sierlijke ster van witviltige blaadjes. De bloemkorfjes zijn heel klein en hoewel ze in een soort scherm samengedrongen zijn, vallen ze pas op door de krans van schutbladen. Ze doen het prima als rotsplantjes. Ze hebben het graag droog en zonnig en houden van een kalkhoudende schrale grond.

## Etymologie
De naam edelweiss komt van de Duitse naam Edelweiß. Het is een samenstelling van de woorden 'edel' en 'weiß'. 'Edel' betekent in de Duitse taal edel of nobel; 'weiss' is het woord voor wit. In Duitse legendes werd gezegd dat wanneer een heer indruk wilde maken op een dame, hij een berg op zou beklimmen om deze bloem mee terug te nemen als speciaal cadeau als bewijs van zijn moed, zuiverheid en liefde; de naam gebruikt het woord nobel en wit om deze karaktereigenschappen te symboliseren.
De botanische naam Leontopodium is afgeleid van de Griekse term leontopódion wat ongeveer leeuwenpoot betekent. De bloem is hier naar vernoemd vanwege de vorm van bloembladeren.

## Verzamelen en kweken
De populaire bloemen werden verzameld door toeristen en zijn daardoor bijna uitgeroeid en nu in vele streken beschermd. Ze bevinden zich in bijna ontoegankelijke rotsgebergten en zijn ook speciaal aan deze vijandige omgeving aangepast. Om deze reden werden ze populair bij toeristen en bergbeklimmers als 'trofee' ten teken dat men een zeer uitdagende klim had ondernomen. De bloemetjes zijn hierdoor nog zeldzamer geworden.
Vermeerdering kan gemakkelijk door zaaien in februari tot maart in potten, of door scheuten. Edelweiss wordt dan ook op vrij grote schaal gekweekt, onder andere in Nederland. De edelweiss is dus weliswaar in het wild een bijzondere en zeldzame bloem, maar het is niet nodig om ontoegankelijke rotsgebergten te betreden om er één (of een hele bos) van in handen te krijgen.
Tegenwoordig is het in het wild plukken of uitgraven van edelweiss op straffe van een fikse boete verboden in de meeste gebieden waar het voorkomt.

## Bescherming tegen ultravioletstraling
De Belgische fysicus Jean-Pol Vigneron van de Facultés Universitaires Notre-Dame de la Paix, ontdekte dat de edelweiss zich beschermt tegen ultraviolette stralen dankzij een geraffineerde "parasol".
De fijne haartjes op de bloem beschermen haar tegen de schadelijke ultravioletstralen. Dit fijne dons absorbeert de uv-stralen bijna volledig en laat alleen het noodzakelijke licht door.
Vigneron onderzocht de witte beschermingsdraadjes van de edelweiss met een elektronenmicroscoop. Zo ontdekte hij dat de bloem microwimpers heeft met een diameter van 0,18 μm, die de schadelijke stralen filteren. Misschien kan deze ontdekking de mens helpen om hem beter te beschermen tegen de schadelijke uv-stralen van de zon.

## Trivia
- De edelweiss wordt bezongen in de film The Sound of Music.
- De edelweiss komt voor op de Oostenrijkse euromunten van 2 cent.
- De edelweiss is symbool van het legeronderdeel "Gebirgstruppe" in Duitsland en Oostenrijk.
- De edelweiss is onderdeel van de naam van de Duitse verzetsbeweging Edelweiss Piraten.
- De edelweiss komt voor op vliegtuigen van de Zwitserse luchtvaartmaatschappij Edelweiss Air.